# Ostracion immaculatus
Az Ostracion immaculatus a csontos halak (Osteichthyes) főosztályának sugarasúszójú halak (Actinopterygii) osztályába, ezen belül a gömbhalalakúak (Tetraodontiformes) rendjébe és a bőröndhalfélék (Ostraciidae) családjába tartozó faj.

## Előfordulása
Az Ostracion immaculatus a Csendes-óceán északnyugati részén él, Japán partjainál.

## Megjelenése
Ez a halfaj legfeljebb 25 centiméter hosszú.

## Életmódja
Az Ostracion immaculatus mérsékelt övi halfaj, amely a kavicsos tengerfenéket kedveli.

## Rokon faj
Ez a hal, közeli rokonságban áll, az indiai- és a csendes-óceáni sárga bőröndhallal (Ostracion cubicus).